# Hololena septata
Hololena septata är en spindelart som beskrevs av Chamberlin och Ivie 1942. Hololena septata ingår i släktet Hololena och familjen trattspindlar. Inga underarter finns listade i Catalogue of Life.